# Joseph Lagrosillière
Marie-Samuel Joseph Lagrosillière (Sainte-Marie (Martinica) 1872 - 1950) fou un polític socialista martiniquès, equivalent a Hégésippe Jean Légitimus a Guadalupe. Estudià dret al continent i el 1901 s'establí a Fort-de-France, on va treballar com a advocat i hi fundà la Federació Socialista de Martinica i el diari Le Prolétaire. Es presentà a les eleccions legislatives franceses de 1902, però foren suspeses per l'erupció del Mont Pelée de 1902. La seva família fou delmada per la catàstrofe, cosa que el va dur a establir-se dos anys a Saint-Pierre i Miquelon.
Fou elegit diputat per Martinica de 1910 a 1924, alhora que fou escollit alcalde de Sainte-Marie de 1910 a 1936. El 1914 va dimitir com a diputat a l'Assemblea Nacional Francesa, en desacord amb els seus companys de partit francesos sobre la qüestió de l'assimilació, de la que n'era partidari aferrissat. El 1915 presentà amb el diputat guadalupeny René Boisneuf una proposta de departamentalització de les Antilles. Així, el 1919 fou escollit primer president del Consell General de Martinica, càrrec que ocuparà fins al 1939.
Fou arrestat durant les eleccions municipals de 1925 sota l'acusació d'instigació a la violència, i novament el 1931, per tràfic d'influències. Tot i empresonat a Le Havre, això no li impedí a les eleccions legislatives franceses de 1932 ser escollit novament diputat per Martinica, escó que ocuparà fins al 1940. El 1945 es presentà a les eleccions municipals per l'alcaldia de Fort-de-France, però fou derrotat pel jove Aimé Césaire.

## Font
- Joseph Lagrosillière, socialiste colonial, biografia en 3 volums de Camille Darsières, éditions Désormeaux, 1999 - Tome 1: "Les années pures, 1872-1919", Tome 2: "Les années dures, 1920-1931", Tome 3: "La remontée, 1932-1950".

| Precedit per: nou càrrec | President del Consell General de Martinica 1919 - 1945 | Succeït per: Georges Gratiant |